# Монтелеоне Сабино
Монтелеоне Сабино (итал. Monteleone Sabino) је насеље у Италији у округу Ријети, региону Лацио.
Према процени из 2011. у насељу је живело 729 становника. Насеље се налази на надморској висини од 480 м.

## Становништво
Према резултатима пописа становништва 2011. у општини је живело 1.232 становника.
| 1931. | 1936. | 1951. | 1961. | 1971. | 1981. | 1991. | 2001. | 2011. |
| ----- | ----- | ----- | ----- | ----- | ----- | ----- | ----- | ----- |
| 1.696 | 1.737 | 1.675 | 1.473 | 1.362 | 1.270 | 1.266 | 1.274 | 1.232 |

## Партнерски градови
- Santa Vittoria in Matenano